# Tízezer év
A tízezer év egy Kínából származó ősi kifejezés, melyet a kínai császárok köszöntésére, illetve megszólítására használtak. Jelentése „Hosszú életet!”. A kínai kultúra és nyelv befolyásának köszönhetően a kifejezés más kelet-ázsiai kultúrákban is elterjedt. A kifejezés a modern korban inkább a japán Meidzsi-korban elterjedt banzai változat, illetőleg a kínai kulturális forradalom miatt vált ismertté, amikor Mao Ce-tungot éltették vele.

## Jelentésének eredete
A tízezer (万 van (wan)) a hagyományos kínai számrendszer legnagyobb önálló egysége. Így például a 100 000 kínaiul 十万 (si van (shi wan)), azaz szó szerint „tízszer tízezer”. Ebből a sajátosságból kifolyólag az olyan kifejezésekben, amelyekben a magyar nyelv az ezret veszi alapegységül (pl. „ezernyi csillag”), a kínai nyelv a tízezres egységet használja. A tízezernek így átvitt értelemben „örökké, végtelen” jelentése van.
A tízezer év (万岁 van szuj (wan sui)) kifejezésben az év karaktere (岁) az életkor éveit jelöli, nem a naptári évekre használt 年 (nien (nian)) írásjegyet alkalmazzák.
A kifejezés eredetileg általános jókívánság volt.

## Használata

### Kína

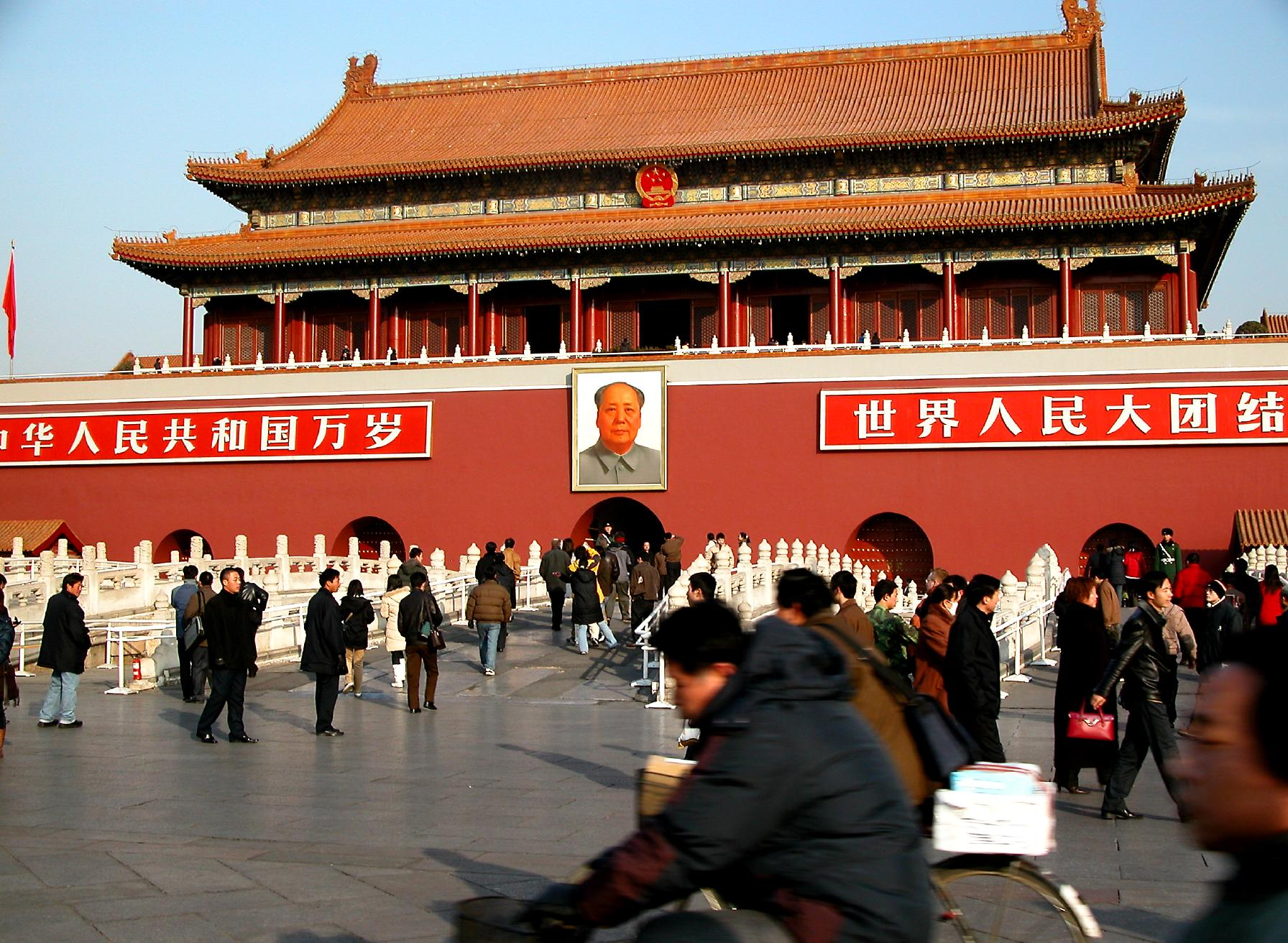
A tízezer év-szlogen a Mennyei béke terén, Pekingben

A 万岁 van szuj (wan sui) kifejezést a Tang-dinasztia korában kezdték el az uralkodó üdvözlésére alkalmazni, ezzel kívánva neki hosszú életet és uralkodást. Az az öt dinasztia és a tíz királyság korában bizonyos magas rangú udvari tisztviselőkre is kiterjesztették, de ez a szokás meglehetősen rövid életűnek bizonyult. A Ming-dinasztia korszakában egyes nagy hatalmú eunuchok megkövetelték a 九千歲 (csiu csien szuj (jiu qian sui)), azaz „kilencezer év” megszólítást.
1945-ben, amikor Csang Kaj-sek (Chiang Kai-shek) bejelentette a japánok vereségét, az összegyűlt tömeg azt kiáltotta: „Csang... Csung kuo... van szuj... van van szuj! (Chiang... Zhong guo... wan sui... wan wan sui!) (Csang... Kína... éljen tízezer évig, tízszer tízezer évig!)”
Pekingben, a Mennyei béke terén Mao Ce-tung (Mao Zedong) fényképének két oldalán található felirat szintén a tízezer év koncepcióját őrzi:
Csunghua Zsenmin Kunghokuo vanszuj (中华人民共和国万岁, Zhōnghuá Rénmín Gònghéguó wànsuì), azaz „Éljen soká a Kínai Népköztársaság!”; illetve
Sicsie zsenmin tatuancsie vanszuj (世界人民大团结万岁, 'Shìjiè rénmín dàtuánjié wànsuì), azaz „Tartson a világ népeinek egyesülése örökké!”
A Kínában 2018 elején közzétett alkotmányos reformjavaslatot követően – amely többek között a betölthető elnöki mandátumok számára vonatkozó korlátozást is eltörölné, így határozatlan idejű hatalmat garantálva Hszi Csin-ping (Xi Jinping) elnöknek – a kínai internetcenzúra több szót és kifejezést is betiltott a mikroblogokon. A tiltott szavak között megtalálható a tízezer év is, más, a császári korra emlékeztető szavakkal és személyekkel egyetemben (pl. Jüan Si-kaj (Yuan Shikai)).

### Japán

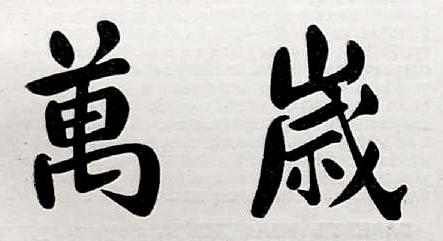
Tízezer év

A vanszuj (wansui) a japánba banzei (ばんぜい) alakban került át a 8. században, és akárcsak Kínában, a császár iránti tisztelet kifejezésére szolgált.
A Meidzsi-restauráció idejében a kifejezés banzai (banzáj) alakban éledt újjá, amikor is 1889-ben, az alkotmány kihirdetésekor a diákok „Banzáj!”-felkiáltással köszöntötték az uralkodót. Ebben az időben azonban már más alkalmakkor is használták a kifejezést, például 1883-ban a Dzsijú banzáj! (kandzsi: 自由万歳; kana: じゆうばんざい; „Éljen a szabadság!”) felkiáltással vonultak az aktivisták.
A második világháborúban a katonák egyfajta harci kiáltása lett a banzáj, és a legendák szerint a kamikaze pilóták is ezt kiáltották, mielőtt lecsaptak volna, erre azonban nincs bizonyíték. Nyugaton banzájrohamnak nevezték el a japán katonák egyfajta öngyilkos rohamát, mely során a „Banzáj!” kiáltás többször is felhangzott.
Manapság a banzáj egyfajta lelkesedést kifejező felkiáltás, Hawaiin még koccintáskor is alkalmazzák a helybéli japánok.

### Korea
A három királyság idejében használták először a kifejezést az uralkodó éljenzésére. A modern korban Észak-Koreában előszeretettel említik Kim Ir Szen, Kim Dzsongil, Kim Dzsongun illetve a Koreai Munkapárt neve mellett.
A Phenjani Kim Ir Szen téren található épületen a "조선 민주주의 인민 공화국 만세!" ("Csoszon Mindzsudzsui Inmin konghvaguk Mansze!"), ami azt jelenti "Éljen a Koreai Népi Demokratikus Köztársaság!".
Jellemző még a "백전백승 조선로동당 만세!" (Pekcsonpekszung Csoszon Rodongdang Mansze!) kifejezés is, melynek jelentése: „Éljen a verhetetlen Koreai Munkapárt!”
Kínai mintára ők is használják úgy mint: "만세, 만만세!" ("Mansze, Man-mansze!").
Az idők során viszont a kifejezés néha a "Győzelem" szinonimájává válik.

## Fordítás
- Ez a szócikk részben vagy egészben  a   Ten thousand years című angol Wikipédia-szócikk fordításán alapul.  Az eredeti cikk szerkesztőit annak laptörténete sorolja fel. Ez a jelzés csupán a megfogalmazás eredetét és a szerzői jogokat jelzi, nem szolgál a cikkben szereplő információk forrásmegjelöléseként.